# Costanzo Ciano

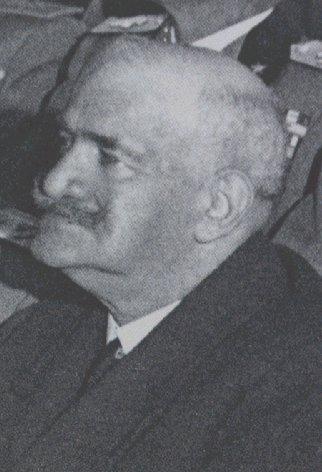
Costanzo Ciano

Costanzo Ciano (* 30. August 1876 in Livorno; † 26. Juni 1939 in Ponte a Moriano) war ein italienischer Admiral, faschistischer Politiker. 1928 wurde er als "Graf von Cortellazzo und Buccari" geadelt.

## Leben
Costanzo Ciano war Sohn von Raimondo Ciano, neapolitanischer Herkunft, und Argia Puppo, genuesischer Herkunft. Er trat 1891 im Alter von 15 Jahren in die Marineakademie in seiner Heimatstadt Livorno ein, die er am 16. Juli 1896 mit der Beförderung zur Guardiamarina abschloss. Im Jahr 1898 wurde er zum Sottotenente di vascello befördert und 1901 zum Leutnant zur See. Er nahm am Italienisch-Türkischen Krieg 1911–1912 teil und erhielt 1913 eine Belobigung für die Durchführung spezieller kolonialpolizeilicher Missionen als Kommandant des während des Krieges beschlagnahmten Dampfers Siracusa. Bei Ausbruch des Ersten Weltkriegs wurde ihm 1915 die Leitung der Torpedowerkstatt der Regia Marina in Venedig anvertraut. 1916 übernahm er von seinem Bruder Arturo das Kommando über den Zerstörer Zeffiro.
Im August 1917 wurde er zum Fregattenkapitän befördert und erhielt das Kommando über die MAS-Einheiten. Mit seiner Einheit konnte er sich in zahlreichen riskante Unternehmen auszeichnen. Vor Cortellazzo nahm er an der Blockade der österreichisch-ungarischen Schlachtschiffe SMS Wien und SMS Budapest teil und erhielt seine vierte Tapferkeitsmedaille in Silber. Im Februar 1918 nahm er zusammen mit Gabriele D’Annunzio und Luigi Rizzo an der MAS-Operation auf Buccari teil, bekannt als Beffa di Buccari, für die er mit der Tapferkeitsmedaille in Gold ausgezeichnet wurde.
Nach seiner Beförderung zum Hauptmann für Kriegsverdienste am 1. April 1918 wurde er bei Kriegsende auf eigenen Wunsch in den Hilfsdienst versetzt, um die Schifffahrtsgesellschaft Il mare zu leiten, die dem Industriellen Giovanni Agnelli gehörte. Er war der Vater von Galeazzo Ciano, italienischer faschistischer Politiker und Schwiegersohn von Benito Mussolini.

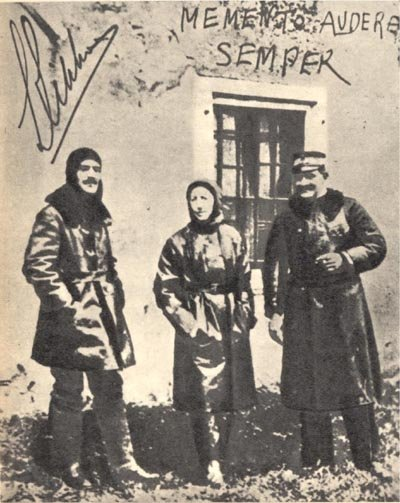
Rizzo, D’Annunzio und Ciano (von links nach rechts) nach dem MAS-Angriff auf Buccari

### Politische Karriere
Als ehemaliges Mitglied der Vereinigung der Associazione Nazionalista Italiana wurde er 1921 als Abgeordneter der Fasci di combattimento (deren Nationalrat er angehörte) auf der Liste der Blocchi Nazionali gewählt und trat aus der von ihm geleiteten Schifffahrtsgesellschaft aus. Am 31. Oktober 1922 wurde er Ministerialdirektor für die Regia Marina im Kabinett Mussolini und Kommissar für die Handelsmarine; am 9. November 1923 wurde er zum Konteradmiral in der Marinereserve befördert. 1924 wurde er erneut in die Abgeordnetenkammer des Königreichs gewählt und 1929, 1934 und 1939 in der Camera dei fasci e delle corporazioni bestätigt. Im Jahr 1928 verlieh ihm der König Viktor Emanuel III. den Adelstitel eines Grafen von Cortellazzo und Buccari.
Am 5. Februar 1924 wurde er zum Post- und Telegrafenminister ernannt, zu dem auch das Fernmeldewesen hinzukam; unter seinem Ministerium wurde mit der Ausstrahlung einer Rede Benito Mussolinis, die er am 25. März desselben Jahres in Rom hielt, der Rundfunk in Italien eingeführt.
In diesen Jahren als Minister reorganisierte er die Eisenbahnverwaltung und baute das Schienennetz aus: Am 1. Juli 1931 weihte er den Bahnhof Milano Centrale ein, und 1933 den Palazzo delle Poste in La Spezia. Im Jahr 1928 gründete er die Ente italiano per le Audizioni Radiofoniche (EIAR). Er leitete das Ministerium bis 1934, als er zum Präsidenten der Abgeordnetenkammer des Königreichs Italien gewählt wurde, dann für einige Monate zur Kammer der Fasci e delle Corporazioni, bis zu seinem Tod.

### Ehrungen
- Die später als Colonia Varese bekannte Seekolonie in Milano Marittima wurde offiziell nach Costanzo Ciano benannt.
- Von 1939 bis 1943 wurde die Piazza di Monte Citorio in Rom in Piazza Costanzo Ciano umbenannt.
- Der später Mascagni-Terrasse genannte Platz am Meer in Livorno wurde in der faschistischen Zeit ebenfalls nach Costanzo Ciano benannt.
- Darüber hinaus widmeten ihm mehrere Gemeinden Straßen. Aus Hass auf seinen Sohn Galeazzo, der am 25. Juli 1943 die Grandi-Agenda unterzeichnete, sollte auch der weit verbreitete Name Costanzo Ciano vollständig aus der Odonastik des der Italienischen Sozialrepublik unterstellten Teils Italiens entfernt werden.
- Im Jahr 1939, dem Jahr seines Todes, wurde das öffentliche Studentenwohnheim in Forlì Asilo notturno Costanzo Ciano nach ihm benannt.
- Costanzo Ciano wurde auch in einer Bronzeskulptur dargestellt, die 1940 bei dem Bildhauer Francesco Messina in Auftrag gegeben wurde. Das Werk, das vor dem Rathaus von La Spezia aufgestellt war, wurde nach dem Fall des Faschismus entfernt, konnte aber aufgrund seines künstlerischen Wertes vor dem Einschmelzen bewahrt werden. Heute befindet sie sich in den Gärten des Museo tecnico navale von La Spezia.

## Auszeichnungen
- Ritterkreuz des Ordens der Krone von Italien
- Großkreuz des Piusordens
- Großkreuz des Ordens der hl. Mauritius und Lazarus
- Ritterkreuz des Annunziaten-Ordens
- Ritterkreuz des Malteserordens (3. Stand)
- Komturkreuz des Militärorden von Savoyens.